# Heck

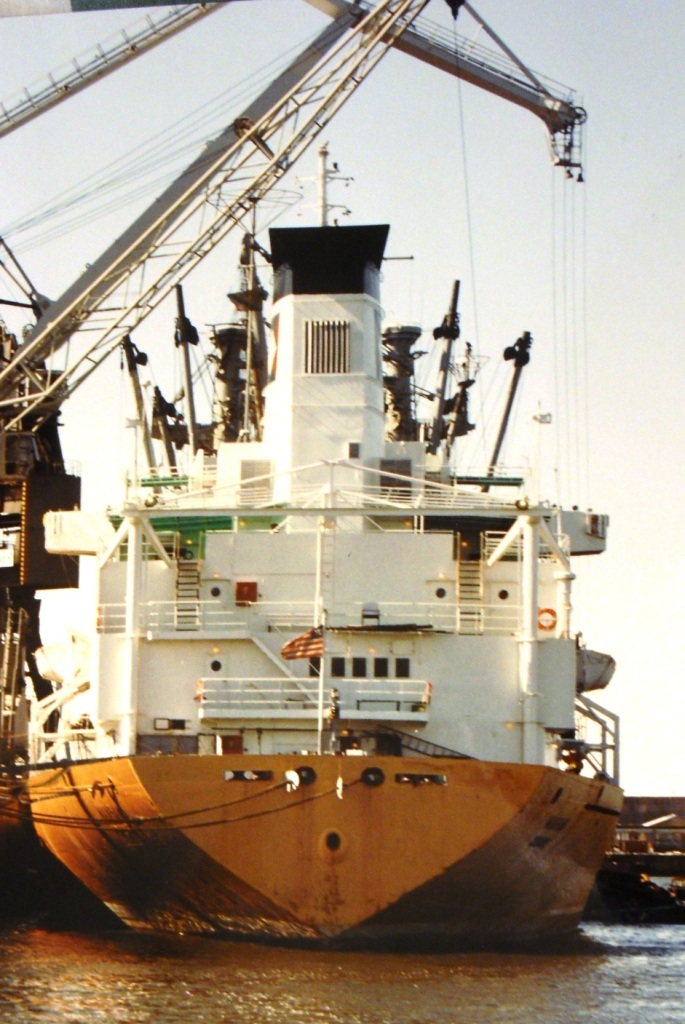
Heck eines Frachters (1996)

Der Begriff Heck bezeichnet den hinteren Teil von Fahrzeugen, insbesondere bei Schiffen, Flugzeugen und Automobilen.

## Begriff
Das Heck (niederdt.: hek „Umzäunung“) war ursprünglich der für den Steuermann vorgesehene hintere erhöhte Teil eines Schiffes, der zum Schutz gegen hohe Wellen mit einer Verschanzung (Schanzkleid) umgeben war. Möglicherweise ist aber auch die in der Bauphase sichtbare Konstruktion in Form eines Gitters gemeint. Während sich Nicolaas Witsen in seiner wissenschaftlichen Publikation über den Schiffbau (1671) über diesen Begriff ausschweigt, geht die Erläuterung des Schiffsbaumeisters Cornelis van Yk aus dem Jahre 1697 genau in diese Richtung.
Der Begriff findet sich in den Bauteilen Heckbalken und Heckstutten (nl. für Heckstützen) wieder. Die Länge des Heckbalkens war ein wichtiges Element in den Zertern und definierte die Form des Schiffes. Die Länge der Heckstutten bestimmte die Höhe des Achterschiffes. Nachdem diese Konstruktion im Bauprozess abgedeckt wurde, unterteilte diese sich nach architektonischen und ästhetischen Begriffen in einzelne Heckborde, die aufgrund der eher flächigen Form auch Spiegel genannt wurden. Diese sind dann den jeweiligen Zeiten entsprechend verziert worden.
Da das Heck, genauso wie der Bug, mit wenigen Geschützen ausgestattet war und zusätzlich von dort mit eigenen Geschützen das ganze gegnerische Schiff bestrichen werden konnte, war es ein ideales Ziel im Gefecht. Treffer durch das Heck hatten eine besonders hohe Wirkung, da ihr Flug durch keine Hindernisse, wie Schotten, Wände oder Ähnliches, gehindert wurde. Die Kugeln konnten so ihre maximale Wirkung in verheerender Weise ausüben. Deshalb wurde im Laufe des 19. Jahrhunderts angestrebt, diese empfindliche Stelle ähnlich den Bordwänden zu schließen. Daraus entstanden verschiedene Heckformen. Da sich durch andere Technologien, Formen und Materialien der Achterschiffsabschluss änderte, ist eine größere Formenvielfalt entstanden.